# Romualdo de Jesus
Romualdo de Jesus (Manilla, 7 februari 1848 - 23 december 1921) was een Filipijns beeldhouwer en houtsnijkunstenaar.

## Biografie
Romualdo de Jesus werd geboren op 7 februari 1848 in Santa Cruz, een district van de Filipijnse hoofdstad Manilla. Hij was de enige zoon van Eduvigio de Jesus en Juana de los Reyes. Zijn vader en zijn grootvader aan vaders zijde waren houtsnijder. Hij leerde de kunst van het houtsnijden van zijn vader en werkte in diens atelier. Nadat zijn vader in april 1868 overleed nam De Jesus zijn atelier over. De Jesus was op enig moment ook gobernadocillo (burgemeester) van Tondo en was ere-beeldhouwer voor het stadhuis van Manilla. De Jesus was oprichter van de Gremio de Escultores de Santa Cruz, een gilde voor beeldhouwers en houtsnijders. Naast zijn werk als beeldhouwer en houtsnijder schreef hij tevens in diverse Spaanse tijdschriften.
Het beeldhouwwerk van De Jesus bestond voornamelijk uit beelden van heiligen voor Rooms-katholieke kerken door het hele land. Daarnaast maakte hij ook enkele bustes, waaronder een van Miguel López de Legazpi. Daarnaast gaf hij in zijn atelier ook les. Zo leerde de Filipijnse nationale held Jose Rizal houtsnijden van De Jesus. Naar verluidt is de figuur Filisofo de Tasio in Rizal's boek Noli Me Tangere gebaseerd op De Jesus. Met zijn werk won hij een gouden medaille op de Exposición Universal de Barcelona. Tevens kreeg hij voor zijn werk van de Spaanse overheid een onderscheiding van verdienste. 
De Jesus overleed in 1921 op 73-jarige leeftijd. Hij was getrouwd met Benedicta Vergara en kreeg met haar twee kinderen. Hun zoon Anselmo de Jesus was dichter.